# А'Туин
Великата А'Туин (на английски: Great A'Tuin) или просто А'Туин е персонаж от серията книги на британския писател Тери Пратчет за Света на Диска. Първата ѝ поява е в Цветът на магията – първия роман от поредицата.
Представлява огромна костенурка, която бавно плава в Космоса. На корубата ѝ са стъпили четири гигантски слона. Те, от своя страна, носят на гърбовете си Света на Диска, в който се развиват действията в над тридесетте книги от поредицата „Светът на Диска“.
А'Туин е единственото живо същество във Вселената, което наистина знае накъде отива. Полът ѝ е загадка за учените от Света на Диска (ако се окаже, че отива към среща с друга костенурка, съществуването на Света на Диска може да зависи от това дали А'Туин е мъжка, или женска). Правени са извън-Дискови експедиции, които са се опитвали да установят това, но не са довели до успех. Ринсуинд знае, че тя е женска, защото в една от първите книги, тя снася осем яйца, които обикалят като луни около диска. На него му се налага да прочете една опасна магическа книга, насред голяма бъркотия, за да се излюпят костенурчетата, всяко с по един малък диск на гърба си.